# Crispin Freeman
Crispin Freeman es un actor de voz, director de voz y guionista estadounidense, mejor conocido por prestar su voz a personajes en doblajes en inglés de anime, animación y videojuegos japoneses. Algunos de sus papeles destacados en el doblaje de anime incluyen a Zelgadis Graywords en Slayers, Kyon en Suzumiya Haruhi no Yūutsu, Togusa en la franquicia Ghost in the Shell, Alucard en Hellsing, Kirei Kotomine en Fate/Zero y Fate/stay night: Unlimited Blade Works, Itachi Uchiha en Naruto, Gyomei Himejima en Kimetsu no Yaiba, Hagi en Blood+ y Shizuo Heiwajima en Durarara!!.

## Primeros años
Freeman nació en Chicago. Su padre es judío. Es el mayor de tres hermanos. Su hermana Cassidy es actriz, mientras que su hermano Clark es actor y músico. Freeman se graduó de la Escuela Latina de Chicago en 1990 y obtuvo una licenciatura del Williams College, donde se especializó en teatro y se especializó en informática. Luego obtuvo una maestría en bellas artes en actuación de la Universidad de Columbia y continuó actuando en Broadway, en el American Repertory Theater, en el Mark Taper Forum, en el Playhouse in the Park de Cincinnati y en el Williamstown Theatre Festival. Cuando era niño, estuvo muy influenciado por el anime como Mach GoGoGo y Gatchaman. Casey Kasem prestó su voz al papel de su personaje favorito, Mark de Battle of the Planets (versión en inglés de Gatchaman), y Freeman incluso quiso cambiar su nombre a Mark en un momento. Más tarde descubrió Voltron, Star Blazers y Robotech. También ha declarado que la razón por la que entró en la industria fue por el anime Tenkū no Escaflowne. Inicialmente se involucró en la industria del doblaje cuando un amigo suyo consiguió un papel en Peacock King.

## Carrera

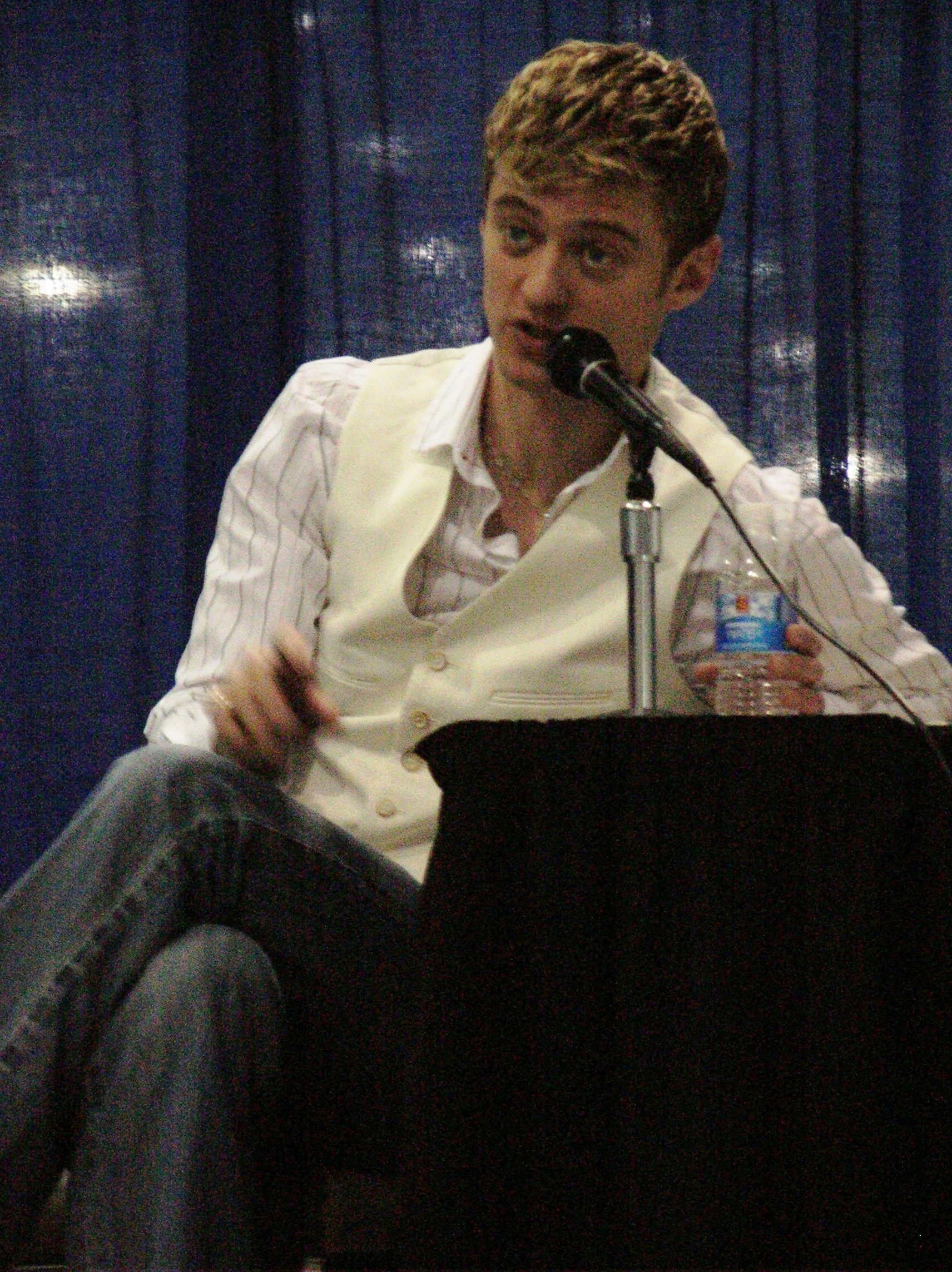
Freeman en mayo de 2009

Sabiendo que Freeman era un gran fanático del anime, un amigo le sugirió que llamara a Central Park Media (CPM) y solicitara un trabajo haciendo doblajes en inglés. Cuando inicialmente se le propuso hacer un doblaje, inicialmente se negó. No fue hasta que recordó todos los programas de anime que vio cuando era niño que se dio cuenta de que muchas personas conocen el anime a través de las versiones dobladas al inglés. En 1997, Freeman consiguió el papel de Zelgadis Graywords en Slayers junto con Lisa Ortiz, Eric Stuart y Veronica Taylor. Fue el segundo y último actor de voz en conseguir el trabajo después de que el actor de voz original de Zelgadis, Daniel Cronin, perdiera contacto con CPM después de una pausa de un año en el doblaje. Años más tarde, se involucró en el mundo de la actuación de voz en animación estadounidense.
Freeman ha sido mejor conocido por su trabajo en producciones basadas en Marvel Comics como The Spectacular Spider-Man, Wolverine and the X-Men y The Avengers: Earth's Mightiest Heroes. Luego interpretó varias versiones de Roy Harper en Young Justice para DC Comics y Warner Bros. Desde entonces, Freeman ha tenido varios papeles a lo largo de su carrera. Ha aparecido en muchos títulos de videojuegos como personajes memorables, como Albedo de la serie Xenosaga de Namco, Helios en God of War III y God of War Ragnarök: Valhalla, Haji, Joel the 6th y Van Argeno en Blood+, el protagonista principal Baldur en Too Human de Silicon Knights, Breakdown en Transformers: War for Cybertron, Winter Soldier en Marvel: Ultimate Alliance y Iron Man en Marvel: Ultimate Alliance 2.
Freeman imparte clases, talleres y conferencias de performance en el área de Los Ángeles. Además de las clases, Freeman tiene un sitio web llamado Voice Acting Mastery que incluye podcasts y otros recursos sobre actuación de voz.
En febrero de 2023, Freeman prestó su voz como actor invitado al teniente Nolan, un teniente imperial con particular desdén por los clones, el oficial al mando de Crosshair, en Star Wars: The Bad Batch.

## Filmografía

### Doblaje de anime
| Año             | Título                                               | Papel                                                                         | Notas                            | Fuente |
| --------------- | ---------------------------------------------------- | ----------------------------------------------------------------------------- | -------------------------------- | ------ |
| 1999            | Shōjo Kakumei Utena                                  | Touga Kiryuu, Dios                                                            |                                  |        |
| 1998–2000, 2010 | Slayers                                              | Zelgadis Graywords                                                            |                                  |        |
| 1999–2000       | Irresponsable capitán Tylor                          | Justy Ueki Tylor                                                              | También OVAs                     | [ 6 ]  |
| 1999            | Record of Lodoss War                                 | Spark                                                                         |                                  |        |
| 2000            | Virgin Fleet                                         | Mau Sakisaka                                                                  | OVA                              |        |
| 2000            | Photon                                               | Emperador Galáctico                                                           | OVA                              |        |
| 2000            | Shamanic Princess                                    | Kagetsu                                                                       | OVA                              |        |
| 2001            | Boogiepop Phantom                                    | Masami Saotome, Manticore                                                     |                                  |        |
| 2001            | Angel Sanctuary                                      | Rosiel                                                                        | OVA                              |        |
| 2001            | Assemble Insert                                      | Huésped 1                                                                     | OVA                              |        |
| 2001            | Fencer of Minerva                                    | Sho                                                                           | OVA                              |        |
| 2001            | RG Veda                                              | Taishakuten                                                                   | OVA                              |        |
| 2002            | Ima, Soko ni Iru Boku                                | Tabool                                                                        |                                  |        |
| 2002            | Rurouni Kenshin                                      | Shogo Amakusa                                                                 |                                  |        |
| 2002            | Hellsing                                             | Alucard                                                                       |                                  |        |
| 2002            | Cosmo Warrior Zero                                   | Warrius Zero                                                                  |                                  |        |
| 2002            | I My Me! Strawberry Eggs                             | Hibiki Amawa, Padre de Seiko                                                  |                                  |        |
| 2002            | Vandread: The Second Stage                           | Tenmei Uragasumi                                                              |                                  |        |
| 2002            | X                                                    | Fuma Monou                                                                    |                                  |        |
| 2002            | Digimon Frontier                                     | Kouichi Kimura, Duskmon, Lowemon, Bakumon, Pipismon                           |                                  |        |
| 2003            | Argento Soma                                         | Dan Simmons, Oficial de MORGUE                                                |                                  |        |
| 2003            | .hack//Liminality                                    | Hermano de Yuki, Harald Hoerwick                                              | OVA                              |        |
| 2003            | Chobits                                              | Hideki Motosuwa                                                               |                                  |        |
| 2003            | R.O.D.: Read or Die                                  | Joker                                                                         | OVA                              | [ 6 ]  |
| 2003            | s-CRY-ed                                             | Straight Cougar, Councilmember                                                |                                  |        |
| 2003            | The Big O Season 2                                   | Alan Gabriel                                                                  |                                  |        |
| 2003            | Gene Shaft                                           | Mario Musicanova                                                              |                                  |        |
| 2003            | Initial D                                            | Koichiro "Cole" Iketani                                                       |                                  |        |
| 2003            | Spirit of Wonder                                     | Jim                                                                           | OVA                              |        |
| 2003            | Witch Hunter Robin                                   | Amon                                                                          |                                  |        |
| 2003            | Last Exile                                           | Alex Row                                                                      |                                  |        |
| 2003            | .hack//SIGN                                          | Balmung                                                                       |                                  | [ 6 ]  |
| 2004            | Kikaider 01                                          | Rei / Kikaider 00                                                             | OVA                              |        |
| 2004            | Wolf's Rain                                          | Tsume                                                                         |                                  |        |
| 2004            | Kaze no Yojimbo                                      | Genzo Araki, Yamamoto                                                         |                                  |        |
| 2004            | .hack//Legend of the Twilight                        | Balmung                                                                       |                                  |        |
| 2004            | Rave Master                                          | Shuda, Sieghart                                                               |                                  |        |
| 2004            | Angel Tales                                          | Shin                                                                          |                                  |        |
| 2004–2005       | Ghost in the Shell: Stand Alone Complex              | Togusa                                                                        | También 2nd GIG                  |        |
| 2004            | Onegai☆Twins                                         | Kosei Shimazaki                                                               |                                  |        |
| 2005            | Zatch Bell!                                          | Takeshi Kaneyama, Wonrei, Kane, Gustav, Mamoru Iwashima, Albert, Oren, Albert |                                  |        |
| 2005            | Scrapped Princess                                    | Shannon Cassul                                                                | Director de voz, escritor de ADR |        |
| 2005            | Planetes                                             | Colin Clifford                                                                |                                  |        |
| 2005            | Tenchi Muyo! Ryo-Ohki                                | Kamikura                                                                      |                                  |        |
| 2005–2009       | Naruto                                               | Itachi Uchiha, Ebisu, Rasa                                                    |                                  |        |
| 2005            | Mars Daybreak                                        | Lt. Rich                                                                      |                                  |        |
| 2005            | Immortal Grand Prix                                  | Bjorn Johannsen                                                               |                                  |        |
| 2006            | Eureka Seven                                         | Holland                                                                       |                                  | [ 6 ]  |
| 2006            | Noein                                                | Karasu                                                                        |                                  |        |
| 2006–2014       | Hellsing Ultimate                                    | Alucard                                                                       | OVAs                             |        |
| 2007            | Blood+                                               | Hagi, Van Argeno, Joel Goldschmidt VI                                         |                                  |        |
| 2007            | Suzumiya Haruhi no Yūutsu                            | Kyon                                                                          |                                  | [ 7 ]  |
| 2007            | Fénix                                                | Oh-ama-no-miko                                                                |                                  |        |
| 2007            | Digimon Data Squad                                   | Thomas H. Norstein                                                            |                                  |        |
| 2008–2009       | Code Geass                                           | Jeremiah Gottwald                                                             |                                  |        |
| 2008            | Lucky Star                                           | Tomokazu Sugita, Kyon (cosplayer)                                             |                                  | [ 6 ]  |
| 2008            | Strait Jacket                                        | Isaac Hammond                                                                 |                                  | [ 8 ]  |
| 2009–2018       | Naruto: Shippuden                                    | Itachi Uchiha, Rasa, Ebisu                                                    |                                  |        |
| 2011            | Durarara!!                                           | Shizuo Heiwajima                                                              |                                  | [ 9 ]  |
| 2011            | Marvel Anime: Wolverine                              | Tesshin Asano                                                                 |                                  |        |
| 2013            | Tenkai Knights                                       | Vilius, Slyger                                                                |                                  |        |
| 2013            | Fate/Zero                                            | Kirei Kotomine                                                                |                                  | [ 10 ] |
| 2015–2016       | Durarara!!×2                                         | Shizuo Heiwajima                                                              |                                  | [ 11 ] |
| 2015            | Nagato Yuki-chan no Shōshitsu                        | Kyon                                                                          |                                  | [ 12 ] |
| 2015            | Fate/stay night: Unlimited Blade Works               | Kirei Kotomine                                                                |                                  | [ 13 ] |
| 2016            | God Eater                                            | Soma Schicksal                                                                |                                  |        |
| 2019            | Ingress: The Animation                               | Jack Norman                                                                   |                                  |        |
| 2019            | Fate/Grand Order - Absolute Demonic Front: Babylonia | Rey Hassan, Meuniere                                                          |                                  |        |
| 2020–2022       | Ghost in the Shell: SAC 2045                         | Togusa                                                                        |                                  | [ 6 ]  |
| 2020            | Kimetsu no Yaiba                                     | Gyomei Himejima                                                               |                                  | [ 14 ] |
| 2020            | Yashahime: Princess Half-Demon                       | Osamu Kirin, Kirinmaru                                                        |                                  |        |
| 2021            | Así habló Kishibe Rohan                              | Confesor                                                                      | OVA                              |        |
| 2021            | The Promised Neverland                               | Peter Ratri                                                                   |                                  |        |
| 2023            | Pokémon Horizons: The Series                         | Friede                                                                        |                                  | [ 15 ] |

### Animación
| Año                  | Título                                 | Papel                                                                       | Notas                             | Fuente |
| -------------------- | -------------------------------------- | --------------------------------------------------------------------------- | --------------------------------- | ------ |
| 2006                 | W.I.T.C.H.                             | Raphael Sylla                                                               | Episodio: "Z is for Zenith"       |        |
| 2006–2009            | The Spectacular Spider-Man             | Max Dillon / Electro, Ladrón #1                                             | 6 episodios                       | [ 6 ]  |
| 2007                 | Wolverine and the X-Men                | Multiple Man, Maverick                                                      |                                   |        |
| 2010–2013, 2019–2021 | Young Justice                          | Roy Harper / Arsenal / Red Arrow, Jim Harper, Will Harper, Capitán Bumerang |                                   | [ 6 ]  |
| 2010                 | Scooby-Doo! misterios S.A.             | Howard E. Robertson, Rhino, Ben, Cook                                       | Episodio: "The Shrieking Madness" | [ 6 ]  |
| 2011                 | The Avengers: Earth's Mightiest Heroes | Scott Lang / Ant-Man                                                        | Episodio: "To Steal an Ant-Man"   | [ 6 ]  |
| 2011                 | Scooby-Doo! Haunted Holidays           | Fabian Menkle                                                               | Especial                          | [ 6 ]  |
| 2014–2015, 2017      | Steven Universe                        | Doug Maheswaran, Enfermero                                                  | 3 episodios                       |        |
| 2015                 | Wabbit                                 | Anciano #1, Dust Bunny                                                      | 2 episodios                       |        |
| 2016–2018            | Justice League Action                  | J'onn J'onzz / Detective Marciano                                           |                                   | [ 16 ] |
| 2016                 | Adventure Time                         | Principe Tortuga, Ice President                                             | Episodio: "Five Short Tables"     |        |
| 2017                 | All Hail King Julien                   | Alex                                                                        | Episodio: "The End is Here"       | [ 6 ]  |
| 2017                 | Spider-Man                             | Mysterio, Spot                                                              | Episodio: "Bring On the Bad Guys" | [ 6 ]  |
| 2023                 | Star Wars: The Bad Batch               | Teniente Nolan                                                              | Episodio: "The Outpost"           | [ 5 ]  |

### Películas
| Año  | Título                                                      | Papel                         | Notas                                               | Fuente |
| ---- | ----------------------------------------------------------- | ----------------------------- | --------------------------------------------------- | ------ |
| 1998 | La tumba de las luciérnagas                                 | Doctores, anciano             | Doblaje en inglés                                   |        |
| 2001 | Shōjo Kakumei Utena                                         | Touga Kiryuu, Prince          | Doblaje en inglés                                   |        |
| 2001 | Night on the Galactic Railroad                              | Campanella                    | Doblaje en inglés                                   |        |
| 2001 | Space Travelers                                             | Hayabusa "Jay" Jetter         | Doblaje en inglés                                   |        |
| 2002 | Cowboy Bebop: Knockin' on Heaven's Door                     | Operador                      | Doblaje en inglés                                   |        |
| 2003 | Sakura Wars: The Movie                                      | Brent Furlong                 | Acreditado como Joseph McDougall, doblaje en inglés | [ 6 ]  |
| 2004 | Slayers Premium                                             | Zelgadis Graywords            | Doblaje en inglés                                   | [ 6 ]  |
| 2004 | Ghost in the Shell 2: Innocence                             | Togusa                        | Doblaje en inglés                                   | [ 6 ]  |
| 2005 | Howl no Ugoku Shiro                                         | Principe Justin / Turnip Head | Doblaje en inglés                                   |        |
| 2006 | Final Fantasy VII: Advent Children                          | Rude                          | Doblaje en inglés                                   | [ 6 ]  |
| 2006 | Ice Age: The Meltdown                                       | Varios personajes             |                                                     |        |
| 2007 | Ghost in the Shell: Stand Alone Complex Solid State Society | Togusa                        | Doblaje en inglés                                   |        |
| 2008 | Resident Evil: Degeneration                                 | Frederic Downing              | Doblaje en inglés                                   |        |
| 2010 | Suzumiya Haruhi no Shōshitsu                                | Kyon                          | Doblaje en inglés                                   | [ 6 ]  |
| 2015 | Tiger & Bunny: The Rising                                   | Virgil                        | Doblaje en inglés                                   | [ 17 ] |
| 2017 | Teen Titans: The Judas Contract                             | Roy Harper / Speedy           |                                                     | [ 6 ]  |
| 2018 | Fate/stay night: Heaven's Feel I. presage flower            | Kirei Kotomine                | Doblaje en inglés                                   | [ 18 ] |
| 2018 | Mirai, mi hermana pequeña                                   | Yukko                         | Doblaje en inglés                                   | [ 19 ] |
| 2019 | Promare                                                     | Kray Foresight                | Doblaje en inglés                                   | [ 20 ] |
| 2019 | Fate/stay night: Heaven's Feel II. lost butterfly           | Kirei Kotomine                | Doblaje en inglés                                   |        |
| 2021 | Kimetsu no Yaiba: Mugen Ressha-hen                          | Gyomei Himejima               | Doblaje en inglés                                   | [ 6 ]  |
| 2021 | Fate/stay night: Heaven's Feel III. spring song             | Kirei Kotomine                | Doblaje en inglés                                   |        |
| 2024 | Tengen Toppa Gurren Lagann: Lagann hen                      | Anti-Spiral                   | Doblaje en inglés                                   | [ 6 ]  |

### Videojuegos
| Año        | Título                                               | Papel                                                                                     | Notas                          | Fuente |
| ---------- | ---------------------------------------------------- | ----------------------------------------------------------------------------------------- | ------------------------------ | ------ |
| 2003       | Saga .hack                                           | Balmung                                                                                   | Mutation, Outbreak, Quarantine | [ 6 ]  |
| 2003–2006  | Saga Xenosaga                                        | Albedo Piazolla, Gaignun Kukai                                                            |                                | [ 6 ]  |
| 2003       | Tales of Symphonia                                   | Regal Bryant                                                                              |                                | [ 6 ]  |
| 2004       | Seven Samurai 20XX                                   | Ein                                                                                       |                                |        |
| 2004       | World of Warcraft                                    | Thalen Songweaver, Commander Lindon, Vindicator Maraad, Il'gynoth the Heart of Corruption |                                |        |
| 2005       | Rave Master                                          | Shuda, Sieg Hart                                                                          |                                | [ 6 ]  |
| 2005       | Soulcalibur III                                      | Siegfried Schtauffen                                                                      |                                | [ 21 ] |
| 2005       | Shin Megami Tensei: Digital Devil Saga 2             | Heat                                                                                      | Versión en inglés              |        |
| 2006       | Kingdom Hearts II                                    | Setzer Gabbiani, Will Turner                                                              |                                | [ 6 ]  |
| 2006       | Pirates of the Caribbean: The Legend of Jack Sparrow | Will Turner                                                                               |                                | [ 6 ]  |
| 2006       | Baten Kaitos Origins                                 | Heughes                                                                                   |                                | [ 6 ]  |
| 2006       | Justice League Heroes                                | Superman                                                                                  |                                | [ 6 ]  |
| 2006–2016  | Saga Naruto                                          | Itachi Uchiha, Rasa, Ebisu                                                                |                                | [ 6 ]  |
| 2006       | Gothic 3                                             | The Nameless Hero                                                                         |                                | [ 6 ]  |
| 2006–2007  | Saga .hack//G.U.                                     | Sakaki, Azure Balmung                                                                     | Rebirth, Reminisce, Redemption | [ 6 ]  |
| 2006       | Marvel: Ultimate Alliance                            | Winter Soldier                                                                            |                                | [ 6 ]  |
| 2006       | Metal Gear Solid: Portable Ops                       | High Officer A                                                                            |                                | [ 6 ]  |
| 2007       | 300: March to Glory                                  | Leónidas, Campeón Persa                                                                   |                                | [ 6 ]  |
| 2007       | Rogue Galaxy                                         | Gale Dorban, Jaus                                                                         |                                | [ 6 ]  |
| 2007       | Armored Core 4                                       | Unseel, Fuerza de Defensa                                                                 |                                |        |
| 2007       | Digimon World Data Squad                             | Thomas H. Norstein, Sleipmon                                                              |                                | [ 6 ]  |
| 2007       | Neverwinter Nights 2: Mask of the Betrayer           | Gannayev-of-Dreams, Khai Khmun                                                            |                                |        |
| 2008       | Harvey Birdman: Attorney at Law                      | Myron Reducto                                                                             |                                | [ 6 ]  |
| 2008       | Crisis Core: Final Fantasy VII                       | Rude                                                                                      |                                | [ 6 ]  |
| 2008       | Metal Gear Solid 4: Guns of the Patriots             | Soldados enemigos                                                                         |                                | [ 6 ]  |
| 2008       | Rise of the Argonauts                                | Aquiles                                                                                   |                                |        |
| 2009       | Madagascar 2                                         | Alex                                                                                      |                                | [ 6 ]  |
| 2009       | El Señor de los Anillos: la conquista                | Legolas                                                                                   |                                | [ 6 ]  |
| 2009       | Watchmen: el fin está cerca                          | Doctor Manhattan                                                                          |                                | [ 6 ]  |
| 2009       | Marvel: Ultimate Alliance 2                          | Iron Man, Titanium Man                                                                    |                                | [ 6 ]  |
| 2009       | MagnaCarta 2                                         | Alex                                                                                      |                                | [ 6 ]  |
| 2010       | White Knight Chronicles                              | Setti, Grazel                                                                             |                                | [ 6 ]  |
| 2010       | Clash of the Titans                                  | Prokopion, Belo, Soldiers                                                                 |                                | [ 6 ]  |
| 2010       | Valkyria Chronicles II                               | Zeri                                                                                      |                                | [ 6 ]  |
| 2010       | Transformers: War for Cybertron                      | Breakdown                                                                                 |                                | [ 6 ]  |
| 2010       | God of War III                                       | Helios                                                                                    |                                | [ 6 ]  |
| 2011       | Marvel Super Hero Squad Online                       | Bullseye, Ghost Rider, Punisher                                                           |                                | [ 6 ]  |
| 2011       | White Knight Chronicles II                           | Setti, Grazel                                                                             |                                | [ 6 ]  |
| 2011       | Resistance 3                                         | Charlie Tent, Winston, Leroy                                                              |                                | [ 6 ]  |
| 2012       | Diablo III                                           | Mago                                                                                      |                                | [ 6 ]  |
| 2013       | Marvel Heroes                                        | Pyro, Gorgon, Ka-Zar                                                                      |                                |        |
| 2013       | God of War: Ascension                                | Bliss King, Civil, Esclavo, Marinero                                                      |                                | [ 6 ]  |
| 2013       | Metal Gear Rising: Revengeance                       | Sundowner                                                                                 |                                | [ 6 ]  |
| 2013       | Madagascar 3: Europe's Most Wanted: The Video Game   | Alex                                                                                      |                                | [ 6 ]  |
| 2013       | Batman: Arkham Origins                               | Firefly                                                                                   |                                | [ 22 ] |
| 2014       | Bayonetta 2                                          | Balder                                                                                    |                                | [ 6 ]  |
| 2014       | Lightning Returns: Final Fantasy XIII                | Garrett, Breezy Diner, Investigador                                                       |                                |        |
| 2014       | Tenkai Knights: Brave Battle                         | Vilius, Slyger, Sistema de Guía I.A.                                                      |                                | [ 6 ]  |
| 2014       | Call of Duty: Advanced Warfare                       | A.S.T.                                                                                    |                                |        |
| 2014       | Metal Gear Solid V: Ground Zeroes                    | Soldiers / Extras                                                                         |                                | [ 6 ]  |
| 2014       | Destiny                                              | Guardian: Awoken Male                                                                     |                                |        |
| 2014; 2017 | Kingdom Hearts HD 2.5 ReMIX                          | Setzer Gabbiani, Will Turner                                                              | Archivo                        | [ 6 ]  |
| 2015       | Batman: Arkham Knight                                | Firefly                                                                                   |                                |        |
| 2015       | Metal Gear Solid V: The Phantom Pain                 | Soldados / Extras                                                                         |                                | [ 6 ]  |
| 2016       | Fallout 4: Far Harbor                                | Brooks, Andre Michaud, William Moseley                                                    |                                |        |
| 2016       | Overwatch                                            | Winston                                                                                   |                                | [ 23 ] |
| 2016       | Seven Knights                                        | Rudy                                                                                      |                                | [ 24 ] |
| 2016       | Star Ocean: Integrity and Faithlessness              | Victor Oakville                                                                           |                                | [ 6 ]  |
| 2016       | World of Final Fantasy                               | Capitán                                                                                   | Versión en inglés              | [ 6 ]  |
| 2017       | Horizon Zero Dawn                                    | Helis                                                                                     |                                | [ 6 ]  |
| 2018       | Onmyoji                                              | Ootengu, Youko, Mannendake                                                                |                                |        |
| 2018       | Metal Gear Survive                                   | Jugador, Soldados de MB                                                                   |                                | [ 6 ]  |
| 2018       | Epic Seven                                           | Charles                                                                                   |                                | [ 6 ]  |
| 2018       | Marvel Powers United VR                              | Loki                                                                                      |                                | [ 6 ]  |
| 2018       | Lego DC Super-Villains                               | Firefly, Arsenal, Riddler Goon                                                            |                                |        |
| 2018–2020  | Destiny 2                                            | Guardian: Awoken, Shin Malphur                                                            |                                |        |
| 2019       | Kingdom Hearts III                                   | Will Turner                                                                               |                                | [ 6 ]  |
| 2019       | Metro Exodus                                         | Almirante, Soldado                                                                        |                                |        |
| 2019       | Days Gone                                            | Mark "Cope" Copeland                                                                      |                                |        |
| 2019       | Judgment                                             | Masaharu Kaito                                                                            |                                | [ 6 ]  |
| 2019       | Magic: The Gathering Arena                           | Sorin Markov                                                                              |                                | [ 6 ]  |
| 2019       | Marvel Ultimate Alliance 3: The Black Order          | Gorgon                                                                                    |                                | [ 6 ]  |
| 2019       | Marvel Dimension of Heroes                           | Loki                                                                                      |                                | [ 6 ]  |
| 2019       | The Outer Worlds                                     | Charles Rockwell                                                                          |                                |        |
| 2021       | Dungeons & Dragons: Dark Alliance                    | Drizzt Do'Urden                                                                           |                                |        |
| 2021       | Lost Judgment                                        | Masaharu Kaito                                                                            |                                | [ 6 ]  |
| 2021       | Kimetsu no Yaiba: Hinokami Keppūtan                  | Gyomei Himejima                                                                           |                                | [ 25 ] |
| 2022       | Chocobo GP                                           | Adelbert Steiner, Maduin                                                                  |                                | [ 6 ]  |
| 2022       | Elex 2                                               | Tilas, Xander                                                                             |                                |        |
| 2023       | Call of Duty: Modern Warfare II                      | Alucard                                                                                   |                                | [ 26 ] |
| 2023       | God of War Ragnarok                                  | Helios                                                                                    | DLC Valhalla                   |        |
| 2023       | Loop8: Summer of Gods                                | Max Baldur                                                                                |                                | [ 6 ]  |
| 2023       | Like a Dragon Gaiden                                 | Masaharu Kaito                                                                            |                                | [ 6 ]  |
| 2023       | Dreamworks All-Star Kart Racing                      | Alex                                                                                      |                                | [ 6 ]  |
| 2024       | Granblue Fantasy: Relink                             | Gallanza                                                                                  |                                | [ 6 ]  |
| 2025       | Like a Dragon: Pirate Yakuza in Hawaii               | Masaharu Kaito                                                                            |                                | [ 27 ] |

### Otros doblajes
| Año  | Título | Papel       |
| ---- | ------ | ----------- |
| 2005 | Oldboy | Lee Woo-jin |

### Live action
| Año  | Título                     | Papel    |
| ---- | -------------------------- | -------- |
| 2008 | Adventures in Voice Acting | Él mismo |